# Claudio Rivalta
Claudio Rivalta (Ravenna, 30 giugno 1978) è un allenatore di calcio ed ex calciatore italiano, di ruolo difensore.

## Caratteristiche tecniche

### Giocatore
Può giocare sia da difensore centrale che da terzino destro, ruolo che ha ricoperto nel Torino. Il suo piede preferito è il destro.

## Carriera

### Giocatore

#### Club
Cresciuto nelle giovanili del Cesena, ha esordito nel calcio professionistico nella stagione 1995-1996 in Serie B diventando subito titolare e collezionando 34 presenze. Nel 1996-1997 sono 29 le presenze nella stagione che vede anche la retrocessione del Cesena in Serie C1; qui con 33 presenze e 2 reti contribuisce alla risalita immediata in Serie B della squadra e nella stagione 1998-1999 colleziona 33 presenze e una rete. Viene successivamente ceduto in compartecipazione al Perugia.
Nel campionato 1999-2000 esordisce in Serie A con la maglia del Perugia, il 29 agosto nella partita Perugia-Parma; in questa stagione colleziona 16 presenze, mentre nel 2000-2001 diventa titolare e colleziona 30 presenze. A giugno 2001 il Cesena riscatta tutto il cartellino del giocatore, e lo cede al Vicenza.
Nel 2001-2002 torna dunque in Serie B con la maglia dei veneti, collezionando 20 presenze e una rete; nel 2002-2003 trova più spazio e colleziona 31 presenze, che diventano 43 (con una rete) nell'anno successivo; durante la sua esperienza a Vicenza viene impiegato in diversi ruoli mostrando tutta la sua duttilità.
Nella stagione 2004-2005 torna in Serie A nell'Atalanta: in questo campionato concluso con la retrocessione della squadra bergamasca gioca 31 partite. L'anno successivo contribuisce alla vittoria del campionato di Serie B degli orobici con 32 presenze e 3 reti. Divenuto inamovibile nella difesa atalantina, nella stagione 2006-2007 disputa un campionato con 32 presenze e una rete, la prima nella massima serie. Anche nella stagione successiva è titolare e colleziona 30 presenze e una rete.
Il 27 gennaio 2009 passa al Torino per 800.000 euro. Esordisce coi piemontesi il 28 gennaio contro la Reggina, e a fine anno i granata retrocedono in Serie B. Indossa la maglia granata anche nella stagione 2010-2011, disputando un campionato conclusosi con la mancata promozione in Serie A. Svincolatosi dalla società torinese il 30 giugno 2011, il successivo 2 agosto passa allo Spezia, in Lega Pro Prima Divisione. L'esperienza coi liguri è segnata da uno stop di cinque mesi dovuto a un tumore all'intestino, ripresosi dal quale torna a giocare il 25 aprile 2012 contro il Barletta. A fine stagione rimane svincolato.

#### Nazionale
Ha fatto parte della nazionale Under-21 vincitrice dell'europeo di categoria 2000. Ha partecipato anche alla spedizione azzurra al torneo olimpico di Sydney 2000.

### Allenatore
Torna nella sua Cesena come allenatore dei Giovanissimi Regionali (2014-2015) e Nazionali (2015-2017), mentre dal 2017 guida la Primavera. Il 7 settembre di quell'anno supera con esito positivo l'esame da allenatore di seconda categoria UEFA A per allenare le giovanili, le prime squadre fino alla Serie C e per fare il vice in A e B.
Nel Campionato Primavera 2 2017-2018 si piazza terzo nel girone e viene sconfitto dal Bari al primo turno dei play-off.
Dal 2018 al 2012 allena nelle giovanili della SPAL.
Passato ad allenare gli Under-16 della Juventus, nell'ottobre del 2022 consegue la licenza UEFA Pro, il massimo livello formativo per un allenatore. Nell'estate del 2023, passa alla guida della squadra Under-17 bianconera.
Il 1º luglio 2024, Rivalta viene nominato nuovo tecnico della squadra Primavera del Bologna, con cui firma un contratto biennale, con opzione per un'ulteriore stagione.

## Statistiche

### Presenze e reti nei club
| Stagione        | Squadra         | Campionato      | Campionato | Campionato | Coppa nazionale | Coppa nazionale | Coppa nazionale | Coppe continentali | Coppe continentali | Coppe continentali | Altre coppe | Altre coppe | Altre coppe | Totale | Totale |
| Stagione        | Squadra         | Comp            | Pres       | Reti       | Comp            | Pres            | Reti            | Comp               | Pres               | Reti               | Comp        | Pres        | Reti        | Pres   | Reti   |
| --------------- | --------------- | --------------- | ---------- | ---------- | --------------- | --------------- | --------------- | ------------------ | ------------------ | ------------------ | ----------- | ----------- | ----------- | ------ | ------ |
| 1995-1996       | Cesena          | B               | 34         | 0          | CI              | 0               | 0               | -                  | -                  | -                  | -           | -           | -           | 34     | 0      |
| 1996-1997       | Cesena          | B               | 29         | 0          | CI              | 2               | 0               | -                  | -                  | -                  | -           | -           | -           | 31     | 0      |
| 1997-1998       | Cesena          | C1              | 33         | 2          | CI+CI-C         | 2+1             | 0+1             | -                  | -                  | -                  | -           | -           | -           | 37     | 2      |
| 1998-1999       | Cesena          | B               | 33         | 1          | CI              | 3               | 0               | -                  | -                  | -                  | -           | -           | -           | 36     | 1      |
| Totale Cesena   | Totale Cesena   | Totale Cesena   | 129        | 3          |                 | 8               | 1               |                    | -                  | -                  |             | -           | -           | 137    | 4      |
| 1999-2000       | Perugia         | A               | 16         | 0          | CI              | 1               | 0               | -                  | -                  | -                  | -           | -           | -           | 17     | 0      |
| 2000-2001       | Perugia         | A               | 30         | 0          | CI              | 1               | 0               | -                  | -                  | -                  | -           | -           | -           | 31     | 0      |
| Totale Perugia  | Totale Perugia  | Totale Perugia  | 46         | 0          |                 | 2               | 0               |                    | -                  | -                  |             | -           | -           | 48     | 0      |
| 2001-2002       | Vicenza         | B               | 20         | 1          | CI              | 3               | 0               | -                  | -                  | -                  | -           | -           | -           | 23     | 1      |
| 2002-2003       | Vicenza         | B               | 31         | 0          | CI              | 6               | 0               | -                  | -                  | -                  | -           | -           | -           | 37     | 0      |
| 2003-2004       | Vicenza         | B               | 43         | 1          | CI              | 1               | 0               | -                  | -                  | -                  | -           | -           | -           | 44     | 1      |
| Totale Vicenza  | Totale Vicenza  | Totale Vicenza  | 94         | 2          |                 | 10              | 0               |                    | -                  | -                  |             | -           | -           | 104    | 2      |
| 2004-2005       | Atalanta        | A               | 31         | 0          | CI              | 7               | 0               | -                  | -                  | -                  | -           | -           | -           | 38     | 0      |
| 2005-2006       | Atalanta        | B               | 32         | 3          | CI              | 2               | 0               | -                  | -                  | -                  | -           | -           | -           | 34     | 3      |
| 2006-2007       | Atalanta        | A               | 32         | 1          | CI              | 3               | 0               | -                  | -                  | -                  | -           | -           | -           | 35     | 1      |
| 2007-2008       | Atalanta        | A               | 30         | 1          | CI              | 1               | 0               | -                  | -                  | -                  | -           | -           | -           | 31     | 0      |
| 2008-gen. 2009  | Atalanta        | A               | 11         | 0          | CI              | 2               | 0               | -                  | -                  | -                  | -           | -           | -           | 13     | 0      |
| Totale Atalanta | Totale Atalanta | Totale Atalanta | 136        | 5          |                 | 15              | 0               |                    | -                  | -                  |             | -           | -           | 151    | 5      |
| gen.-giu. 2009  | Torino          | A               | 8          | 0          | CI              | -               | -               | -                  | -                  | -                  | -           | -           | -           | 8      | 0      |
| 2009-2010       | Torino          | B               | 26         | 0          | CI              | 1               | 0               | -                  | -                  | -                  | -           | -           | -           | 27     | 0      |
| 2010-2011       | Torino          | B               | 25         | 0          | CI              | 1               | 0               | -                  | -                  | -                  | -           | -           | -           | 26     | 0      |
| Totale Torino   | Totale Torino   | Totale Torino   | 59         | 0          |                 | 2               | 0               |                    | -                  | -                  |             | -           | -           | 61     | 0      |
| 2011-2012       | Spezia          | 1D              | 12         | 0          | CI+CI-LP        | 0+1             | 0               | -                  | -                  | -                  | SL-PD       | 1           | 0           | 14     | 0      |
| Totale carriera | Totale carriera | Totale carriera | 476        | 10         |                 | 38              | 1               |                    | -                  | -                  |             | 1           | 0           | 515    | 11     |

## Palmarès

### Giocatore

#### Club
- Serie C1: 1

Cesena: 1997-1998 (girone A)
- Campionato italiano di Serie B: 1

Atalanta: 2005-2006
- Lega Pro Prima Divisione: 1

Spezia: 2011-2012 (girone B)
- Coppa Italia Lega Pro: 1

Spezia: 2011-2012
- Supercoppa di Lega di Prima Divisione: 1

Spezia: 2012